# Мінерали гідратогенні
Мінерали гідратогенні (рос. минералы гидратогенные, англ. hydratogenous minerals; нім. hydratogene Minerale n pl) — мінерали магматичних порід, утворені з залишків магми, збагаченої леткими компонентами. Звичайно — це водовмісні мінерали типу амфіболу, слюди та ін.
Термін маловживаний (H.Williams, F.J.Turner, C.Gildert, 1954).